# Livro-reportagem
Livro-reportagem é um produto impresso ou digital que contém um gênero literário e jornalístico textual em que o autor narra uma detalhada e extensa reportagem que não seria suportada pelas mídias convencionais do jornalismo, como jornais e revistas. O gênero vem do jornalismo literário, uma especialização do jornalismo, e é o que une a literatura ao jornalismo.
De acordo com seus objetivos particulares e a natureza do tema abordado, o livro-reportagem pode assumir diferentes aspectos. Visando demonstrar o alcance de seu objeto de estudo, Edvaldo Pereira Lima (2004) propôs uma classificação de suas variantes e identificou 13 tipos de livros-reportagem. Convém ressaltar que não se trata de uma categorização definitiva e estanque, de forma que mais de uma vertente pode ser encontrada em uma mesma obra.